# Momentnyckel

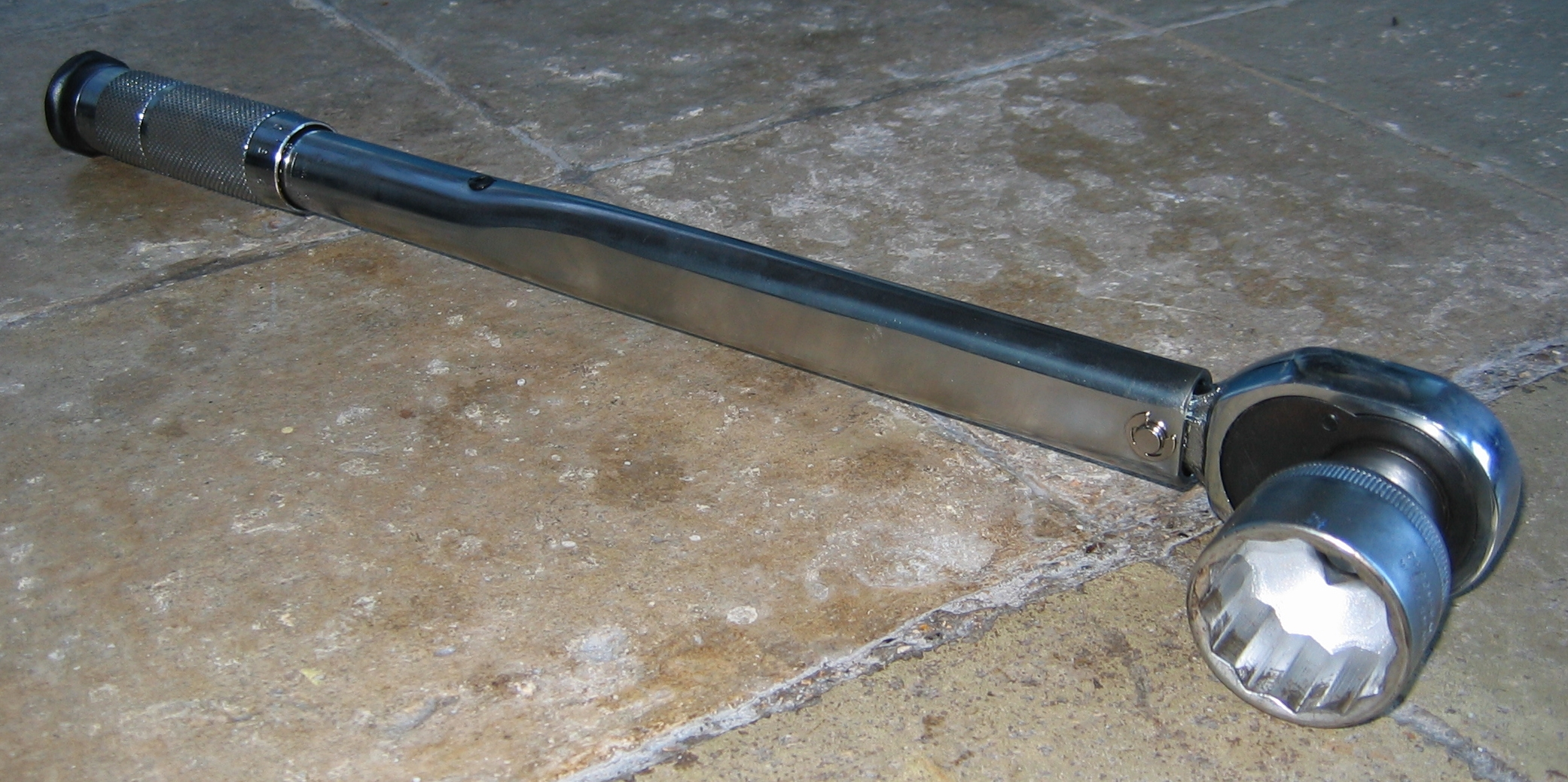
Momentnyckel med hylsa.
Vridmomentet på denna typ av momentnyckel justeras genom att man vrider på det räfflade handtaget (längst till vänster). När inställt vridmoment uppnåtts har nyckeln ett klickande ljud och man ska inte dra åt hårdare.

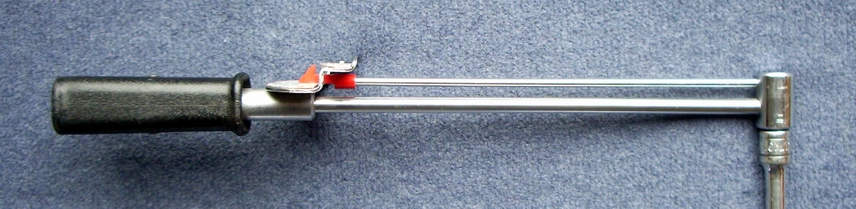
Momentnyckel med momentskala på separat skaft ovanför skaftet med handtaget.
Denna typ av momentnyckel är inte särskilt exakt.

Momentnyckel kallas ett spärrskaft som kan ställas in för att dra åt muttrar eller skruvar med ett bestämt vridmoment för noggranna monteringsarbeten. Man använder en momentnyckel t.ex. till topplocket på bilen då det inte får vara för hårt eller för löst åtdraget. Momentnycklar har oftast fyrkanttapp att fästa hylsor på, t.ex. 1/2". För att få korrekt moment måste man hålla momentnyckeln i handtaget. Används momentnyckeln ihop med en kråkfot måste vinkeln mellan dessa vara 90 grader. Använder man "klicknyckel" är det väldigt viktigt att dra åt i lugn och jämn takt, drar man för fort är risken stor att inställt värde överskrids. Man ska bara dra tills klick-ljudet hörs en gång, inte upprepa!
En annan sak att tänka på är att om inställningen för momentet är fjäderbelastat (vilket det vanligtvis är) så ska man alltid ställa verktyget på dess lägsta värde efter avslutat arbete. Om fjädern är belastad under lång tid kan den mattas ut så att momentnyckeln visar högre värde än den faktiskt ger.